# Послеродовое кровотечение
Послеродовое кровотечение или послеродовая кровопотеря (ПРК) — кровотечение, возникающее в послеродовой период, которое приводит к значительной кровопотере.
Нередко кровотечение в послеродовом периоде определяется ятрогенными факторами, связанными с «акушерской агрессией» в процессе родов: немотивированной индукцией и стимуляцией родовой деятельности, использованием приёма Кристеллера, способствующего травматизму, амниотомией при «незрелой» шейке матки, что повышает частоту кесарева сечения. Частота кровотечений при кесаревом сечении в 4 раза выше, чем при самопроизвольных родах.
В развивающемся мире около 1,2 % родов сопровождаются послеродовыми кровотечениями, а при возникновении ПРК смертность женщин около 3 %. Во всём мире оно встречается примерно 8,7 миллионов раз и приводит к смерти от 44 000 до 86 000 женщин в год, что делает данное осложнение ведущей причиной смерти во время беременности.

## Виды

### Первичное
Первичным (ранним) послеродовым кровотечением называют кровопотерю в первые 24 часа более 500 мл после родов через естественные родовые пути и более 1000 мл при проведении операции кесарева сечения или потерю любого объёма крови, приводящую к гемодинамической нестабильности.

### Вторичное
Вторичным (поздним) называют послеродовое кровотечение, которое возникает в весь послеродовой период со вторых суток и до шести недель после родов.

## Признаки и симптомы
Обильное кровотечение из влагалища, которое не замедляется и не прекращается со временем. Первоначально могут наблюдаться учащённое сердцебиение, чувство слабости при вставании и учащённое дыхание. По мере того, как теряется больше крови, женщина может начать мёрзнуть, возможно падение артериального давления, что приведет к потере сознания.
Признаки и симптомы циркуляторного (гиповолемического) шока могут включать в себя нечёткое зрение, холодную и липкую кожу, спутанность сознания, сонливость или слабость.

## Причины
Общими причинами послеродового кровотечения являются нарушение сократительной способности миометрия (гипо- и атоническим состоянием матки) (90 %) и травмы родовых путей (7 %). 3 % послеродовых кровотечений связаны с наличием остатков плацентарной ткани или нарушениями в системе гемостаза.
В основе развития ранних послеродовых кровотечений (до 24 часов) лежат 4 патогенетических нарушения (правило «4Т»):
1. Tonus (с англ. — «Тонус») — нарушение сокращения матки — атония;
2. Tissue (с англ. — «Ткань») — задержка плацентарной ткани;
3. Trauma (с англ. — «Травма») — травма родовых путей;
4. Thrombin (с англ. — «Тромбин») — нарушения свертывания крови.

Основными причинами поздних послеродовых кровотечений (после 24 часов) являются:
- остатки плацентарной ткани;
- субинволюция матки;
- послеродовая инфекция;
- наследственные дефекты гемостаза.

## Лечение

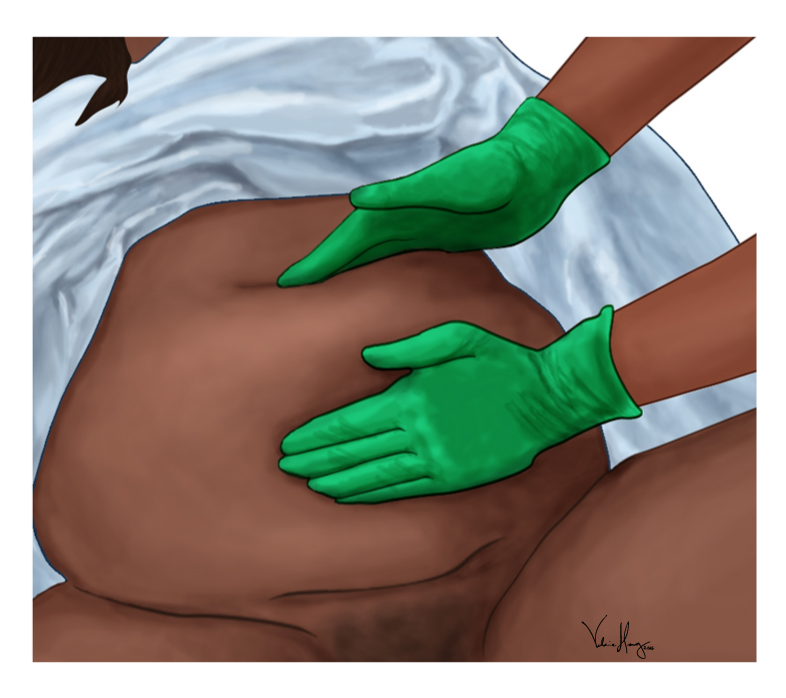
Проведение массажа матки

Массаж матки — это простая процедура первой помощи, которая помогает матке сокращаться для уменьшения кровотечения. Несмотря на отсутствие убедительных доказательств или исследований эффективности, использование массажа матки является обычной практикой после выхода плаценты.

### Медикаментозное
Окситоцин является стандартным утеротоническим препаратом для остановки послеродового кровотечения. Совместно с ним используется эрготамин или метилэргометрин. Комбинации препаратов, такие как окситоцин плюс эргометрин, мизопростол плюс карбетоцин и окситоцин, обеспечивают более высокую эффективность в снижении послеродового кровотечения по сравнению с использованием только окситоцина. Карбетоцин считается наиболее безопасным вариантом среди этих комбинаций, однако на данный момент исследования, касающиеся применения карбетоцина, ограничены и имеют низкую степень доказательства.

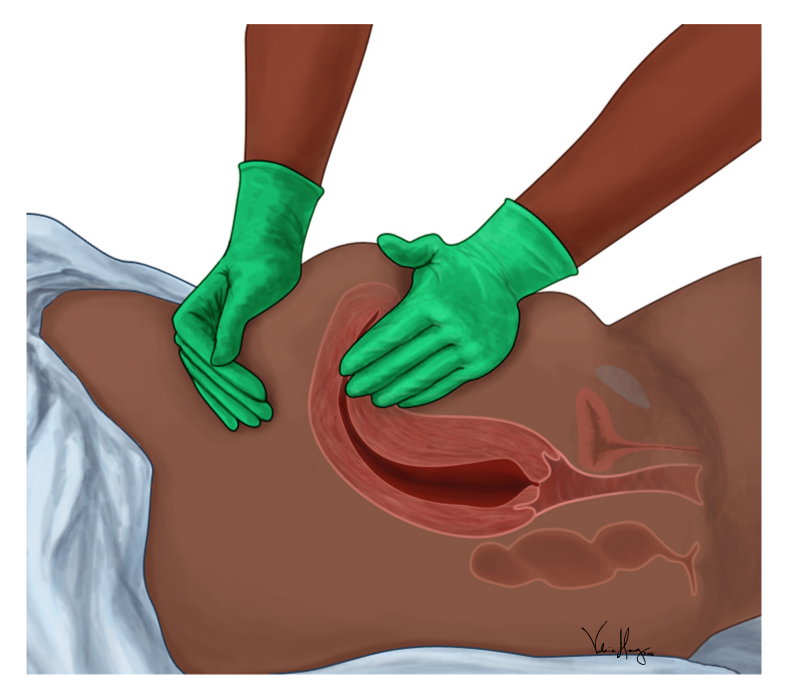
Массаж матки, вид сбоку с анатомическими подробностями

Окситоцин помогает матке сокращаться быстро, а сокращениям длиться дольше.

### Хирургическое
Хирургическое вмешательство применяется в случае неэффективности медикаментозного лечения или в случае разрыва шейки матки, разрыва или повреждения матки.
Используемые методы могут включать перевязку маточной артерии, перевязку яичниковой артерии, перевязку внутренней подвздошной артерии, селективную артериальную эмболизацию, наложение швов по Б.-Линчу и гистерэктомию.
Кровотечение, вызванное травматическими причинами, устраняется хирургическим путём. При кровотечении, вызванном разрывом матки, может быть выполнено её восстановление, но в большинстве случаев требуется гистерэктомия.